# محوطه گنجگاه ۱
محوطه گنجگاه ۱ مربوط به دوران پیش از تاریخ ایران باستان است و در شهرستان فارسان، بخش مرکزی، ۴/۷ کیلومتری شمال غرب شهر جونقان، ۱ کیلومتری شرق جاده جونقان به راستاب واقع شده و این اثر در تاریخ ۲۷ اسفند ۱۳۸۷ با شمارهٔ ثبت ۲۶۵۶۹ به‌عنوان یکی از آثار ملی ایران به ثبت رسیده است.